# Gene Mako
Constantine "Gene" Mako, född som Makó Jenő 24 januari 1916 i Budapest, Ungern, död 14 juni 2013 i Los Angeles, Kalifornien, var en amerikansk högerhänt tennisspelare. Mako var en av USA:s bästa tennisspelare 1937 och 1938, han rankades där som nummer 3 1938, och rankades som världsnia samma år. Under sin korta amatörkarriär från mitten av 1930-talet fram till utbrottet av det andra världskriget vann Mako 5 Grand Slam-titlar, varav 4 i dubbel och en i mixed dubbel. Han spelade dessutom ytterligare 4 finaler i GS-turneringar, varav en i singel.  År 1943, då som professionell spelare, vann han dubbeltiteln i US Pro. En skada i höger axel hindrade honom att serva effektivt som senior, sannolikt hade han annars nått ännu större framgångar. 
Gene Mako upptogs 1973 i International Tennis Hall of Fame.

## Tenniskarriären
Mako vann sin första GS-titel i dubbel 1936 i Amerikanska mästerskapen tillsammans med sin flerfaldige dubbelpartner Donald Budge. Paret vann också dubbeltiteln där 1938, denna gång genom finalseger över det australiska dubbelparet Adrian Quist/John Bromwich (6-3, 6-2, 6-1). I Wimbledonmästerskapen hade paret Mako/Budge också stor framgång och vann dubbeltiteln där 2 år i följd (1937-38). I mixed dubbelfinalen i Amerikanska mästerskapen 1936 stod de båda dubbelspelarna på var sin sida om nätet, Mako tillsammans med Alice Marble och Budge tillsammans med S. Fabyan. Mako/Marble vann finalmötet med siffrorna 6-3, 6-2.
Gene Mako var också en mycket god singelspelare. I Amerikanska mästerskapen 1938 nådde han oseedad finalen efter att tidigare i turneringen ha besegrat spelare som Frank Kovacs och John Bromwich. I finalen ställdes han mot Donald Budge. Under de två inledande seten gjorde Mako gott motstånd, men därefter tog Budge över allt mer och vann slutligen med 6-3, 6-8, 6-2, 6-1. Donald Budge blev därmed det året den förste spelaren någonsin att vinna en "äkta Tennisens Grand Slam".
Gene Mako deltog framgångsrikt i det amerikanska Davis Cup-laget perioden 1935-38. Han spelade totalt 9 matcher av vilka han vann 6. Han deltog i världsfinalmötena 1937 och 1938, vilka båda vanns av USA. År 1937 mötte amerikanerna i semifinalen ett tyskt lag med toppspelarna Henner Henkel och Gottfried von Cramm. Mako och Budge vann dubbelmatchen med 4-6, 7-5, 8-6, 6-4. I den avslutande singelmatchen besegrade Budge slutligen von Cramm i en 5-setsmatch som anses vara en av DC-historiens bästa. I finalen 1937 besegrades sedan Storbritannien med 4-1 i matcher och 1938, då i (Challenge Round), vann USA med 3-2 över Australien.

## Spelaren och personen
Gene Mako flyttade som barn från Budapest med sina föräldrar till Buenos Aires, därefter till Los Angeles där han växte upp. Han stannade kvar där och har efter tenniskarriären bland annat sysslat med försäljning av konst. 
Makos tenniskarriär är märklig så till vida att de flesta av hans framgångar som tennisspelare kom efter det att han drabbats av en mycket svår skada i höger axel, vilken hindrade honom att serva effektivt över huvudet. Skadan hade han ådragit sig som tonåring då han hade en mycket hård, effektiv serve. Han skadade axeln 1936 i samband med träning för att ytterligare förbättra serven. Han ville då sluta med tävlingstennis, men övertalades av Donald Budge att ändå fortsätta med tävlingstennis. Han kunde sedan bara "leverera" serven utan mycket kraft, men trots detta handikapp förblev han en effektiv spelare med stor förmåga att placera bollarna. Han är också känd för sin kampvilja.   
Under andra världskriget tjänstgjorde Mako i den amerikanska flottan. Efter kriget övergick Mako till att spela basketboll. 

## Grand Slam-titlar
- Wimbledonmästerskapen
  - Dubbel - 1937, 1938
- Amerikanska mästerskapen
  - Dubbel - 1936, 1938
  - Mixed dubbel - 1936